# Miguel Ramírez (meksykański piłkarz)
Miguel „Isco” Ramírez Pérez (ur. 30 czerwca 2002 w Kalifornii) – meksykański piłkarz z obywatelstwem amerykańskim występujący na pozycji defensywnego pomocnika, od 2024 roku zawodnik Amériki.